# Sequester
Sequester est un groupe de metal progressif canadien, originaire de Victoria, en Colombie-Britannique. Il s'agit d'un one-man-band formé par l'auteur-compositeur-interprète et multi-instrumentiste canadien Ryan Boc. La totalité des albums est jusqu'à présent écrite, réalisée, enregistrée et produite par Boc lui-même.

## Biographie
En 2005, après avoir reçu des commentaires positifs sur ses talents de guitariste et de vocaliste à la suite de reprises du groupe Blind Guardian, Ryan Boc décide de créer des chansons originales sous le nom de Sequester. C'est ainsi que le projet voit le jour. Sequester publie sa première démo intitulée Visions of the Erlking en 2007. Après un single intitulé Eternal Sleep, Sequester publie son premier album studio, intitulé Winter Shadows. Après un EP, Nameless One, en 2009, Sequester publie un deuxième opus intitulé Shaping Life and Soul en 2011.
En 2014 sort le nouvel opus, Missing Image.

## Style musical
Le style musical de Sequester s'inspire de plusieurs genres musicaux dont : le heavy metal, le thrash metal, le rock progressif, le rock psychédélique, le folk traditionnel anglais et écossais, le grunge, le rock alternatif, le blues, le jazz et le classique, créant un genre musical original. Les chansons sont généralement longues en raison de leurs arrangements et structures progressives incluant de nombreux changements de section à travers chaque pièce. Elles sont chantées avec une voix claire aux accents occasionnellement trash, plus agressifs. L'auteur puise l'inspiration pour les lyriques dans de nombreux thèmes incluant : la littérature fantastique, l'histoire, le folklore et la mythologie ainsi que la nature humaine et la spiritualité,.

## Membres
- Ryan Boc – chant, guitare, basse, batterie, claviers (depuis 2005)
- Kelli Gose - chœurs (sur la version démo de Homeland, extraite de Visions of the Erlking)